# Oak Park (Géorgie)
Pour les articles homonymes, voir Oak Park.
Oak Park est une ville américaine située dans le comté d'Emanuel, en Géorgie. Selon le recensement de 2020, sa population est de 512 habitants.